# Topomaintenance
 (avril 2025).
Motif : Une seule source, ancienne et éditée par un éditeur quasi-inconnu. Notoriété de cette « démarche française » ?
- Archive Wikiwix
- Bing
- Cairn
- DuckDuckGo
- E. Universalis
- Gallica
- Google
- G. Books
- G. News
- G. Scholar
- Persée
- Qwant
- (zh) Baidu
- (ru) Yandex
- (wd) trouver des œuvres sur Wikidata

| 1. | Préciser le motif de la pose du bandeau. | Précisez le motif de la pose du bandeau en utilisant la syntaxe suivante : {{admissibilité à vérifier\|date=avril 2025\|motif=remplacez ce texte par le motif}}                      |
| 2. | Informer les utilisateurs concernés.     | Pensez à avertir le créateur de l'article, par exemple, en insérant le code ci-dessous sur sa page de discussion : {{subst:avertissement admissibilité à vérifier\|Topomaintenance}} |

La topomaintenance est une démarche française visant à obtenir la qualité totale en identifiant les problèmes qui affectent le rendement des installations et en faisant collaborer les différents départements de l'entreprise dans la recherche de solutions.

## Origine du terme
Fabriqué par accolement du préfixe topo (= lieu) et du substantif maintenance (pris dans l'acception anglaise d' « entretien »), le néologisme « topomaintenance » a été inventé par Claude Huber en 1989 et déposé par la société Sollac de Fos-sur-Mer (Bouches-du-Rhône) au début des années 1990.

## Historique de la méthode
La « topomaintenance » est une méthode française inspirée du concept japonais de Total Productive Maintenance ou TPM (anglais japonais traduisible par « maintenance totale de la production » ou MTP), d'où le qualificatif de « TPM à la française » qui lui est appliqué (trois lettres qu'on retrouve dans le néologisme lui-même : to.po.maintenance). La TPM a vu le jour au Japon en 1974 et y a connu un développement considérable. En France, Usinor Sacilor est l'une des premières entreprises à la mettre en application.

## Présentation
Elle se présente comme une démarche méthodique visant à obtenir la qualité totale, le « zéro-faute », le « zéro-panne », le « zéro-perte », etc., en identifiant les problèmes qui affectent le fonctionnement et le rendement des installations (pannes, modifications techniques, déficiences en qualité, etc.) et en faisant collaborer les différentes « fonctions » de l'entreprise (bureau des méthodes, personnels d'entretien, de maintenance, et surtout de fabrication) dans la recherche de solutions.